# Bradytriton silus
Bradytriton silus is een salamander uit de familie longloze salamanders (Plethodontidae). Het is de enige soort uit het geslacht Bradytriton.
De soort werd voor het eerst wetenschappelijk beschreven door David Burton Wake en Paul Elias in 1983.

## Uiterlijke kenmerken
Het lichaam is gedrongen, de zijdelings afgeplatte staart is duidelijk korter dan het lichaam. De poten en snuit zijn relatief kort, evenals de vingers en tenen. De kleur is donkerbruin met zwarte, onregelmatige vlekken, de flanken zijn zwart. De salamander bereikt een kopromplengte tot 5,3 centimeter, de mannetjes blijven kleiner dan vrouwtjes.

## Verspreiding en habitat
De salamander is endemisch in Guatemala, en is alleen bekend van één locatie in de Sierra de los Cuchumatanes in het noordwesten van het land. De habitat bestaat uit berghellingen van zeer vochtige nevelbossen met een extreem hoge regenval. Over de biologie en levenswijze is weinig bekend.